# Miguel Ángel Martínez

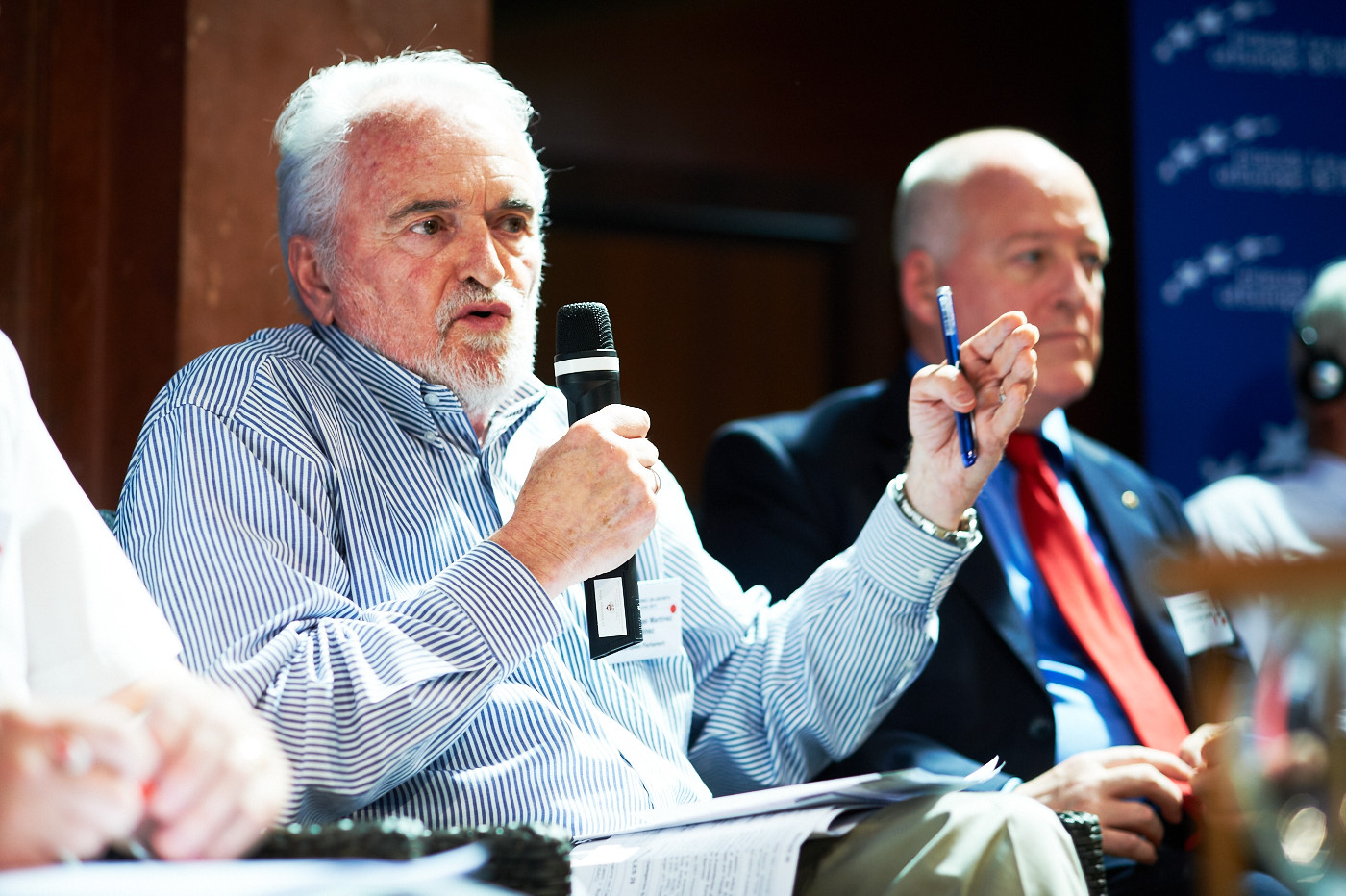
Miguel Ángel Martínez Martínez (2011)

Miguel Ángel Martínez Martínez (n. 30 ianuarie 1940, Madrid, Noua Castilie⁠(d), Spania) este un om politic spaniol, membru al Parlamentului European în perioada 1999-2004 din partea Spaniei.
1. ↑  Miguel Angel Martinez, Munzinger Personen, accesat în 9 octombrie 2017
2. ↑  Deputații în Parlamentul European
3. ↑   http://www.congreso.es/portal/page/portal/Congreso/Congreso/Diputados/BusqForm?_piref73_1333155_73_1333154_1333154.next_page=/wc/fichaDiputado?idDiputado=2&idLegislatura=2, accesat în 23 noiembrie 2017 Lipsește sau este vid: |title= (ajutor)
4. ↑   http://www.congreso.es/portal/page/portal/Congreso/Congreso/Diputados/BusqForm?_piref73_1333155_73_1333154_1333154.next_page=/wc/fichaDiputado?idDiputado=20&idLegislatura=1, accesat în 23 noiembrie 2017 Lipsește sau este vid: |title= (ajutor)
5. ↑   http://www.congreso.es/portal/page/portal/Congreso/Congreso/Diputados/BusqForm?_piref73_1333155_73_1333154_1333154.next_page=/wc/fichaDiputado?idDiputado=120&idLegislatura=0, accesat în 23 noiembrie 2017 Lipsește sau este vid: |title= (ajutor)
6. 1 2   http://www.assembly.coe.int/nw/xml/AssemblyList/MP-Details-EN.asp?MemberID=2329 Lipsește sau este vid: |title= (ajutor)